# Sloanea curatellifolia
Sloanea curatellifolia är en tvåhjärtbladig växtart som beskrevs av August Heinrich Rudolf Grisebach. Sloanea curatellifolia ingår i släktet Sloanea och familjen Elaeocarpaceae. Inga underarter finns listade i Catalogue of Life.